# Mati Klarwein
Abdul Mati Klarwein (nat a Hamburg] el 9 d'abril de 1932 i mort a Deià el 7 de març del 2002) va ser un pintor conegut sobretot per treballs emprats a cobertes d'àlbums musicals. Es va emmarcar dins el surrealisme, el realisme fantàstic, l'art visionari i l'art psicodèlic.